# イグナイター (競走馬)
イグナイター（欧字名:Igniter、2018年4月13日 - ）は、日本の競走馬。主な勝ち鞍は2023年のJBCスプリント、さきたま杯、2022年の黒船賞、かきつばた記念。
馬名の意味は「点火薬」。育成牧場時にスイッチが入ると制御が利かなくなる面を見せていたことから名付けられた。兵庫の至宝と呼ばれる。

## 経歴
1歳時の北海道サマーセールに上場され、「まるで恋に落ちたかのような気持ちだった」「未完成な部分が大きいからこそ、爆発力を秘めている気がする」と本馬に惚れ込んだ野田に650万円（税抜）で落札される。

### 2歳（2020年）
栗東・牧田和弥厩舎に入厩。11月7日、東京ダート1600m新馬戦で武藤雅を鞍上にデビューし、好位から楽に抜け出し2着ジンジャーブラッドに7馬身差をつけての新馬勝ちを収める。武藤は「まだ少し緩い感じはありましたが、ゲートを上手く出て、二の脚もついてセンスの良い競馬をしてくれました」とレースぶりを称えた。

### 3歳（2021年）
デビュー2戦目の1勝クラス戦で1番人気に支持されながら出遅れた上道中で折り合いを欠き9頭立て7着に敗れると、その後は中央に見切りをつけ地方競馬のレースを戦うことになる。ステラモナークやビーザベストなど野田の所有馬を多く管理する兵庫・新子雅司調教師の下兵庫ダービーを目標レースとする予定であったが（地方での）収得賞金の関係からこれを一旦断念、南関クラシック戦線に矛先を向け大井（小林分場）・福永敏厩舎に転厩する。移籍初戦の京浜盃（SII）では先行集団が総崩れとなる中、矢野貴之が3番手から早目先頭に立つ積極策を取り見せ場を作ったが、ゴール前でチサットに差され2着。続く羽田盃（SI）ではチサット、アランバローズに次いで3番人気に推されるも直線で一杯になり8着に終わった。この敗戦で東京ダービー（SI）の除外が濃厚となり、新馬戦以来となる武藤とのコンビでユニコーンステークス（GIII）へ向かうも、スタートでヨレた1番人気馬ラペルーズの煽りを受け先行できず12着大敗。大井に戻ってのB2戦でも単勝1.5倍の1番人気に推されながら逃げ馬に4馬身離された2着に敗れると、このレースを最後に新子厩舎に転厩。南関東では中距離戦を主に使われたが、気性面で悪さを見せ勝ち星をあげられなかった。
兵庫移籍後、南関東でのレースぶりを踏まえ短距離戦が主戦場となる。厩舎所属の笹田知宏の騎乗でB1戦を2戦続けて大差勝ちし、地方全国交流の秋の鞍に遠征するが、名古屋三冠を懸けて出走した地元馬トミケンシャイリの逃げ脚に屈し2馬身差の2着に敗戦。地元に戻っての楠賞では田中学との新コンビで出走し、スタートで脚を滑らせたトミケンシャイリやジョーロノを尻目に楽にハナを奪うと、2番手につけていた岩手二冠馬リュウノシンゲンを最後は4馬身引き離し5度目の挑戦で重賞初制覇、本競走がサラ系地方全国交流となって以来初の地元馬による楠賞優勝を果たした。年末にはダートグレード競走の兵庫ゴールドトロフィー（JpnIII）に「今までで一番いい状態」（新子師）で出走し、ゴール直前まで古馬重賞勝ち馬のテイエムサウスダン、ラプタスを相手に逃げ粘り3着に健闘した。

### 4歳（2022年）
黒船賞（JpnIII）を春の目標に同競走トライアルの黒潮スプリンターズカップから始動。重賞連勝中のダノングッドや古豪ノボバカラを斥けての単勝1.4倍の1番人気に応え、2着のエトワール賞馬イダペガサスに7馬身差をつける大楽勝で重賞2勝目を挙げた。
前哨戦圧勝を受けて3番人気に推された3月16日の黒船賞（JpnIII）は、3番手を追走から4角先頭に立つと後続を振り切り2着ヘリオスに1馬身差をつけ完勝。ダートグレード競走初制覇を果たした。
続いて、5月3日に行われたかきつばた記念（JpnIII）に出走。2番人気で迎えたレースでは最内枠から好位外目に出てレースを進め、直線に入って抜け出し2着の1番人気ヘリオスに1馬身差をつけ優勝。黒船賞に続くダートグレード競走連勝を飾った。地方所属馬による同レース勝利は、17年のトウケイタイガー以来5年ぶりであった。
かきつばた記念後は5か月の休養を挟んで、初のJpnI挑戦となる10月10日の盛岡のマイルチャンピオンシップ南部杯に出走。ユニコーンS以来久々のマイル挑戦ながら5番人気に支持されると、レースでも最後の直線内ラチ沿いから鋭く伸びて、優勝したカフェファラオから0.2秒差の4着と地方勢最先着を果たす。続く11月3日のJBCスプリントでも地方勢最上位の5着と健闘した後、およそ1年ぶりとなる地元園田の兵庫ゴールドトロフィーに出走。兵庫勢初の同レース制覇を期待されてシャマルに次ぐオッズ3.2倍の2番人気に支持されるが、いったんは先頭に立つものの最後の直線で失速し、優勝したラプタスから0.8秒遅れの5着に敗れた。
2022年のNARグランプリではダートグレード競走2勝とMCS南部杯・JBCスプリントでの好走が評価され、年度代表馬および4歳以上最優秀牡馬に満場一致で選定、さらに最優秀短距離馬にも選定された。兵庫所属馬の年度代表馬の受賞は1996年のケイエスヨシゼン以来26年ぶり2頭目でサラブレッドとしては初の受賞、4歳以上最優秀牡馬と最優秀短距離馬は兵庫所属馬初の受賞である。また兵庫県競馬組合の年度代表馬及び最優秀4歳以上短距離馬にも選定される。

### 5歳 (2023年)
前年同様に黒潮スプリンターズカップから始動。2着のアメージングランに1.8秒差をつけて危なげなく連覇を達成するが、連覇をかけて臨んだ黒船賞ではシャマルとヘリオスの先着を許して3着。次走のかしわ記念では鞍上が田中から笹川翼に交代し、以降は地元兵庫のレースでは従来通り田中が、関東以北への遠征では笹川が鞍上となる。そのかしわ記念ではメイショウハリオの7着とユニコーンS以来の掲示板外に沈むが、引き続き笹川の鞍上で臨んださきたま杯では先行するスマイルウィをクビ差差し切って勝利、兵庫所属馬初のJpnⅡ制覇でダートグレード競走3勝目を挙げる。3か月の休養後、秋は地元兵庫の園田チャレンジカップから始動。2戦ぶりの田中の鞍上で終始先頭を引っ張って2着のアポロティアモ（高知）を寄せ付けずに勝利すると、再び笹川に乗り替わって臨んだ10月9日のマイルチャンピオンシップ南部杯では1着のレモンポップには2秒もの差を付けられたものの終始2番手をキープしてそのまま2着に入線。そして11月3日に大井で行われたJBCスプリントでは逃げるラプタスを最後の直線で捉えると、リメイクとリュウノユキナの追撃をかわして1着でゴール。GI/JpnI競走初勝利およびダートグレード競走4勝目を飾った。兵庫所属馬のGI/JpnI競走勝利は史上初で、地方馬のJBCスプリント制覇は2020年のサブノジュニア以来3年ぶり4頭目。また父のエスポワールシチーも2013年のJBCスプリントを制しており、親子での制覇となった。さらに騎手の笹川と調教師の新子にとってもGI/JpnI競走初勝利となった。7戦中4勝全てが重賞で兵庫県競馬組合の年度代表馬と最優秀4歳以上短距離馬に2年連続で選出される。2024年1月16日に発表された「NARグランプリ2023」の表彰においても2年連続で年度代表馬に選定された。同時に4歳以上最優秀牡馬および最優秀短距離馬の2部門でも2年連続の選定。

### 6歳（2024年）
6歳初戦はサウジアラビア遠征（招待状が届いていたリヤドダートスプリント）なども視野に入れていたが、1月25日にオーナーである野田のX投稿でフェブラリーステークスに参戦することを表明した。前回までコンビを組んでいた笹川翼はJRAの規定で騎乗できないため、鞍上は兵庫県尼崎市出身の西村淳也となった。3歳1月以来のJRAでの出走かつJRAのGI競走は初挑戦となる。レースは2番手で進み、残り400メートルで逃げていたドンフランキーを捉えて一時先頭に立ったが、最後は長い直線で力負けして、優勝馬のペプチドナイルから1秒差ではあったが11着と敗れた。
その後、既に招待状が届いていた3月30日に行われるアラブ首長国連邦・メイダン競馬場でのドバイゴールデンシャヒーンへの招待を受諾し、初の海外遠征（ドバイゴールデンシャヒーンにおける地方所属馬初の遠征）に臨んだ。西日本から地方馬が海外に遠征するのは初のケースである事から、懸念された出国検疫については栗東トレーニングセンター内の検疫施設の使用が許可された。3月21日に関西国際空港から成田国際空港経由で同月22日に現地に到着し調整された。レースでは再び笹川翼とのコンビが復活し、JRA所属馬のリメイク、ドンフランキー、ケイアイドリーとともに出走、優勝馬のタズ（Tuz）には大きく引き離されたものの5着に入線し健闘した。ただし、このレースでは残り250メートル付近で外側に斜行し、シベリウス、ホプキンズ、ランクラシック、リメイク、ナカトミ、ムヒーブの進路を妨害したため、鞍上の笹川は4月8日から同月11日の4日間の騎乗停止となったほか、鞭の連続使用で2000ディルハム（約9万円）の過怠金を科された。
帰国後、着地検疫を受けた後に休養となり、復帰初戦は6月19日に行われる今年からJpnIに格上げされた浦和のさきたま杯連覇に臨む事となった。

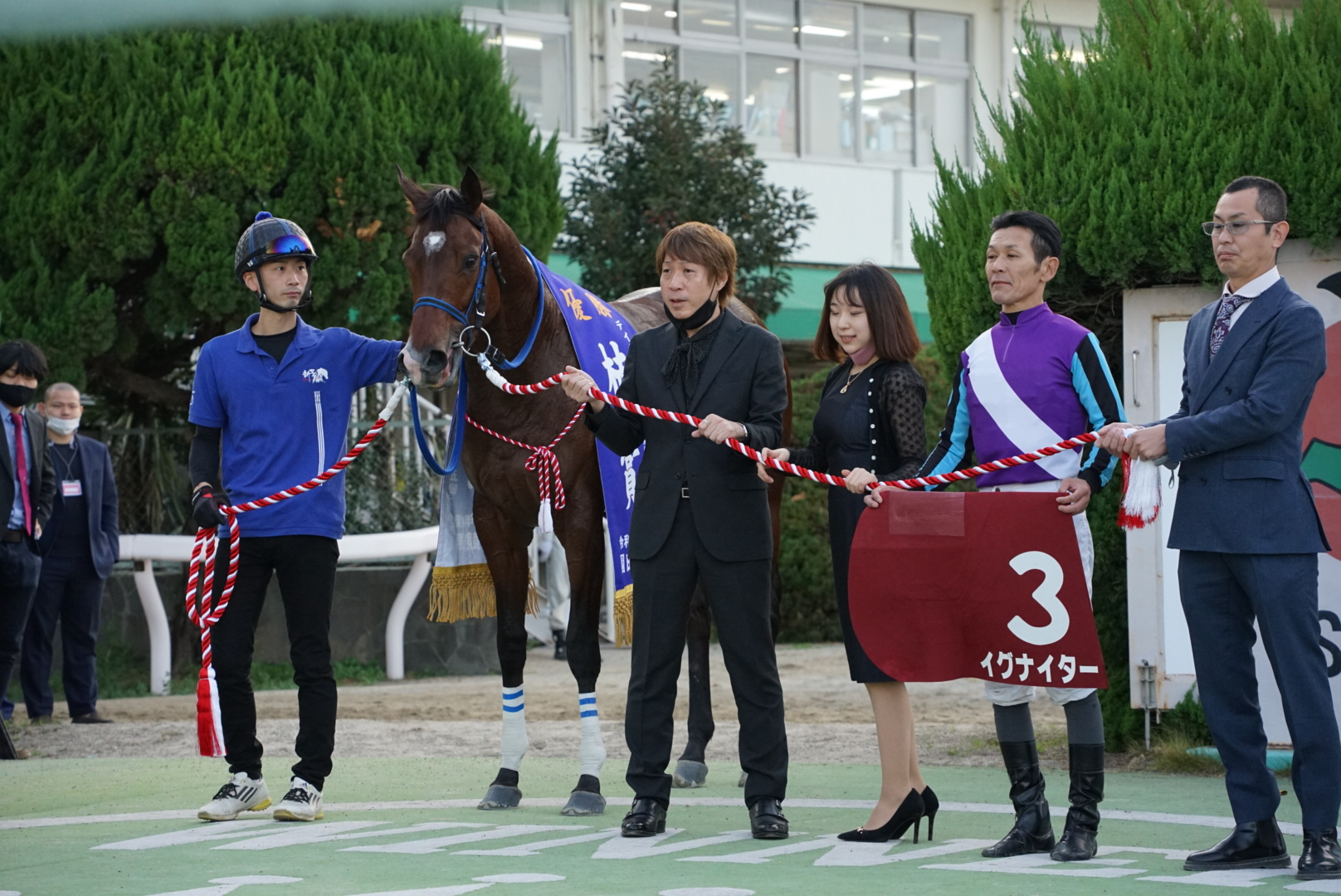
2021年11月2日、楠賞口取り。写真左から武田厩務員、野田善己オーナー、田中学騎手、新子調教師
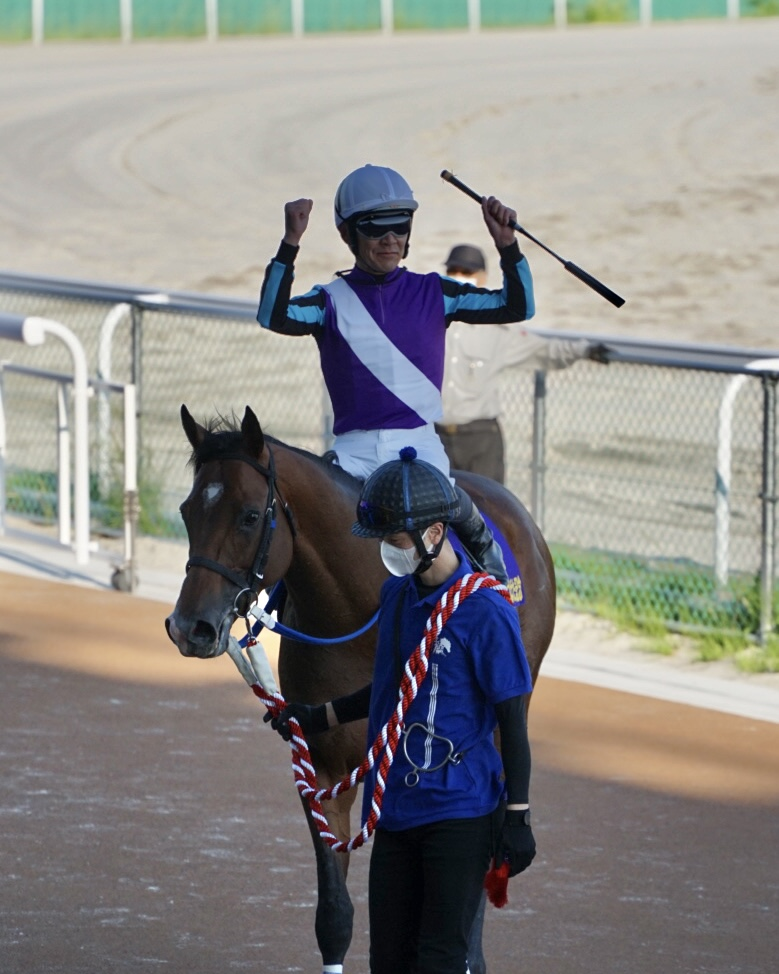
2022年5月3日、かきつばた記念優勝後。 野田の勝負服で出走した田中学騎手と

## 競走成績
以下の内容は、JBISサーチ、netkeiba.com、エミレーツ競馬協会およびRacing Postの情報に基づく。
| 競走日     | 競馬場   | 競走名                  | 格     | 距離（馬場）  | 頭 数 | 枠 番 | 馬 番 | オッズ （人気） | 着順 | タイム （上がり3F） | 着差  | 騎手      | 斤量 [kg] | 1着馬（2着馬）         | 馬体重 [kg] |
| ---------- | -------- | ----------------------- | ------ | ------------- | ----- | ----- | ----- | --------------- | ---- | ------------------- | ----- | --------- | --------- | ---------------------- | ----------- |
| 2020.11.07 | 東京     | 2歳新馬                 |        | ダ1600m（良） | 16    | 6     | 12    | 004.80（2人）   | 01着 | R1:38.3（38.9）     | -1.1  | 0武藤雅   | 55        | （ジンジャーブラッド） | 508         |
| 2021.01.17 | 小倉     | 3歳1勝クラス            |        | ダ1700m（良） | 9     | 2     | 2     | 002.70（1人）   | 07着 | R1:47.4（39.7）     | -1.8  | 0藤岡佑介 | 56        | ロードシュトローム     | 512         |
| 0000.03.24 | 大井     | 京浜盃                  | SII    | ダ1700m（稍） | 10    | 7     | 8     | 011.40（4人）   | 02着 | R1:47.0（38.8）     | -0.2  | 0矢野貴之 | 56        | チサット               | 511         |
| 0000.04.29 | 大井     | 羽田盃                  | SI     | ダ1800m（重） | 15    | 5     | 8     | 004.80（3人）   | 08着 | R1:53.5（40.0）     | -2.0  | 0矢野貴之 | 56        | トランセンデンス       | 514         |
| 0000.06.20 | 東京     | ユニコーンS             | GIII   | ダ1600m（重） | 16    | 3     | 5     | 094.5（15人）   | 12着 | R1:36.3（36.6）     | -1.9  | 0武藤雅   | 56        | スマッシャー           | 520         |
| 0000.07.12 | 大井     | 夕凪賞                  | B2     | ダ1800m（重） | 10    | 7     | 7     | 001.50（1人）   | 02着 | R1:53.4（38.0）     | -0.8  | 0矢野貴之 | 55        | パストーソ             | 522         |
| 0000.08.11 | 園田     | SPAT4のお得なポイント賞 | B1     | ダ1400m（稍） | 9     | 5     | 5     | 001.10（1人）   | 01着 | R1:29.9（38.0）     | -2.3  | 0笹田知宏 | 55        | （マイティバローズ）   | 519         |
| 0000.09.15 | 園田     | B1 特別                 |        | ダ1400m（稍） | 10    | 7     | 7     | 001.10（1人）   | 01着 | R1:27.4（38.1）     | -3.5  | 0笹田知宏 | 56        | （バーゲニングパワー） | 521         |
| 0000.10.11 | 名古屋   | 秋の鞍                  | SPI    | ダ1400m（良） | 12    | 2     | 2     | 001.30（1人）   | 02着 | R1:27.9（38.3）     | -0.4  | 0笹田知宏 | 56        | トミケンシャイリ       | 511         |
| 0000.11.02 | 園田     | 楠賞                    | 重賞I  | ダ1400m（良） | 9     | 3     | 3     | 002.90（2人）   | 01着 | R1:28.2（39.3）     | -0.7  | 0田中学   | 56        | （リュウノシンゲン）   | 521         |
| 0000.12.03 | 園田     | A2 特別                 |        | ダ1400m（稍） | 7     | 2     | 2     | 001.00（1人）   | 01着 | R1:29.3（38.1）     | -2.6  | 0田中学   | 56        | （アスカノハヤテ）     | 526         |
| 0000.12.22 | 園田     | 兵庫ゴールドT           | JpnIII | ダ1400m（稍） | 11    | 8     | 11    | 004.70（3人）   | 03着 | R1:27.4（38.8）     | -0.4  | 0笹田知宏 | 52        | テイエムサウスダン     | 526         |
| 2022.01.30 | 高知     | 黒潮スプリンターズC     | 重賞   | ダ1300m（重） | 12    | 6     | 8     | 001.40（1人）   | 01着 | R1:22.6（38.9）     | -1.4  | 0田中学   | 57        | （イダペガサス）       | 517         |
| 0000.03.16 | 高知     | 黒船賞                  | JpnIII | ダ1400m（良） | 11    | 3     | 3     | 007.50（3人）   | 01着 | R1:30.3（39.0）     | -0.2  | 0田中学   | 56        | （ヘリオス）           | 518         |
| 0000.05.03 | 名古屋   | かきつばた記念          | JpnIII | ダ1500m（稍） | 12    | 1     | 1     | 004.80（2人）   | 01着 | R1:31.8（37.7）     | -0.2  | 0田中学   | 56        | （ヘリオス）           | 518         |
| 0000.10.10 | 盛岡     | MCS南部杯               | JpnI   | ダ1600m（不） | 16    | 3     | 6     | 011.60（5人）   | 04着 | R1:34.8（36.8）     | -0.2  | 0田中学   | 57        | カフェファラオ         | 513         |
| 0000.11.03 | 盛岡     | JBCスプリント           | JpnI   | ダ1200m（良） | 14    | 4     | 5     | 012.40（6人）   | 05着 | R1:09.8（34.5）     | -0.7  | 0田中学   | 57        | ダンシングプリンス     | 509         |
| 0000.12.21 | 園田     | 兵庫ゴールドT           | JpnIII | ダ1400m（良） | 12    | 6     | 8     | 003.20（2人）   | 05着 | R1:28.1（38.9）     | -0.8  | 0田中学   | 57        | ラプタス               | 532         |
| 2023.01.29 | 高知     | 黒潮スプリンターズC     | 重賞   | ダ1300m（重） | 11    | 6     | 7     | 001.00（1人）   | 01着 | R1:20.7（36.9）     | -1.8  | 0田中学   | 57        | （アメージングラン）   | 512         |
| 0000.03.14 | 高知     | 黒船賞                  | JpnIII | ダ1400m（不） | 12    | 7     | 9     | 003.00（2人）   | 03着 | R1:29.0（38.7）     | -0.7  | 0田中学   | 57        | シャマル               | 512         |
| 0000.05.04 | 船橋     | かしわ記念              | JpnI   | ダ1600m（良） | 13    | 7     | 12    | 019.10（8人）   | 07着 | R1:40.6（38.7）     | -1.3  | 0笹川翼   | 57        | メイショウハリオ       | 512         |
| 0000.05.31 | 浦和     | さきたま杯              | JpnII  | ダ1400m（重） | 10    | 3     | 3     | 020.00（7人）   | 01着 | R1:25.3（37.3）     | -0.1  | 0笹川翼   | 56        | （スマイルウィ）       | 508         |
| 0000.09.15 | 園田     | 園田チャレンジC         | 重賞II | ダ1400m（良） | 8     | 6     | 6     | 001.20（1人）   | 01着 | R1:28.2（38.5）     | -0.4  | 0田中学   | 56        | （アポロティアモ）     | 517         |
| 0000.10.09 | 盛岡     | MCS南部杯               | JpnI   | ダ1600m（稍） | 14    | 7     | 12    | 021.70（4人）   | 02着 | R1:35.8（36.6）     | -2.0  | 0笹川翼   | 57        | レモンポップ           | 506         |
| 0000.11.03 | 大井     | JBCスプリント           | JpnI   | ダ1200m（良） | 15    | 5     | 8     | 013.40（3人）   | 01着 | R1:12.0（37.6）     | -0.3  | 0笹川翼   | 57        | （リメイク）           | 503         |
| 2024.02.18 | 東京     | フェブラリーS           | GI     | ダ1600m（良） | 16    | 1     | 1     | 034.10（8人）   | 11着 | R1:36.7（38.6）     | -1.0  | 0西村淳也 | 58        | ペプチドナイル         | 512         |
| 0000.03.30 | メイダン | ドバイGS                | G1     | ダ1200m（Fs） | 14    | 1     | 6     | 012.50（6人）   | 05着 | R1:11.76            | -1.57 | 0笹川翼   | 57        | Tuz                    | 計不        |
| 0000.06.19 | 浦和     | さきたま杯              | JpnI   | ダ1400m（重） | 12    | 5     | 5     | 010.60（3人）   | 02着 | R1:27.1（39.4）     | -0.4  | 0笹川翼   | 57        | レモンポップ           | 505         |
| 0000.10.03 | 大井     | 東京盃                  | JpnII  | ダ1200m（良） | 14    | 8     | 13    | 002.80（1人）   | 06着 | R1:12.3（37.8）     | -1.0  | 0笹川翼   | 58        | チカッパ               | 513         |
| 0000.11.04 | 佐賀     | JBCスプリント           | JpnI   | ダ1400m（良） | 12    | 8     | 12    | 004.80（3人）   | 04着 | R1:27.2（38.3）     | -0.4  | 0笹川翼   | 57        | タガノビューティー     | 509         |
| 2025.02.22 | KAA      | リヤドDS                | G2     | ダ1200m（Fs） | 12    | 6     | 3     | 020.00（7人）   | 11着 | R1:14.31            | -3.15 | 0笹川翼   | 57        | Straight No Chaser     | 計不        |
| 0000.05.05 | 園田     | 兵庫大賞典              | 重賞I  | ダ1400m（良） | 10    | 6     | 6     | 001.10（1人）   | 01着 | R1:29.2（39.1）     | -0.2  | 0笹川翼   | 57        | （ドンカポノ）         | 519         |

- 海外の競走の「枠番」欄にはゲート番を記載
- 海外のオッズ・人気は現地主催者発表のもの（日本式のオッズ表記とした）
- サウジアラビアのオッズ・人気はRacing Postのもの（日本式のオッズ表記とした）
- 競走成績は2025年5月5日現在

## 血統表
| イグナイターの血統              | イグナイターの血統                                     | イグナイターの血統                                     | （血統表の出典）                                       | （血統表の出典）        |
| 父系                            | サンデーサイレンス系                                   | サンデーサイレンス系                                   | サンデーサイレンス系                                   | [ § 2 ]                 |
| 父 エスポワールシチー 2005 栗毛 | 父の父ゴールドアリュール 1999 栗毛                     | *サンデーサイレンス                                    | Halo                                                   | Halo                    |
| 父 エスポワールシチー 2005 栗毛 | 父の父ゴールドアリュール 1999 栗毛                     | *サンデーサイレンス                                    | Wishing Well                                           |                         |
| 父 エスポワールシチー 2005 栗毛 | 父の父ゴールドアリュール 1999 栗毛                     | *二キーヤ                                              | Nureyev                                                | Nureyev                 |
| 父 エスポワールシチー 2005 栗毛 | 父の父ゴールドアリュール 1999 栗毛                     | *二キーヤ                                              | Reluctant Guest                                        |                         |
| 父 エスポワールシチー 2005 栗毛 | 父の母エミネントシチー 1999 鹿毛                       | *ブライアンズタイム                                    | Roberto                                                | Roberto                 |
| 父 エスポワールシチー 2005 栗毛 | 父の母エミネントシチー 1999 鹿毛                       | *ブライアンズタイム                                    | Kelley's Day                                           |                         |
| 父 エスポワールシチー 2005 栗毛 | 父の母エミネントシチー 1999 鹿毛                       | ヘップバーンシチー                                     | *ブレイヴェストローマン                                | *ブレイヴェストローマン |
| 父 エスポワールシチー 2005 栗毛 | 父の母エミネントシチー 1999 鹿毛                       | ヘップバーンシチー                                     | コンパルシチー                                         |                         |
| 母 ビアンコ 2000 鹿毛           | 母の父*ウォーニング Warning 1985 鹿毛                  | Known Fact                                             | In Reality                                             | In Reality              |
| 母 ビアンコ 2000 鹿毛           | 母の父*ウォーニング Warning 1985 鹿毛                  | Known Fact                                             | Tamerett                                               |                         |
| 母 ビアンコ 2000 鹿毛           | 母の父*ウォーニング Warning 1985 鹿毛                  | Slightly Dangerous                                     | Roberto                                                | Roberto                 |
| 母 ビアンコ 2000 鹿毛           | 母の父*ウォーニング Warning 1985 鹿毛                  | Slightly Dangerous                                     | Where You Lead                                         |                         |
| 母 ビアンコ 2000 鹿毛           | 母の母*プラデシュ Pradesh 1994 栗毛                    | *ジェネラス                                            | Caerleon                                               | Caerleon                |
| 母 ビアンコ 2000 鹿毛           | 母の母*プラデシュ Pradesh 1994 栗毛                    | *ジェネラス                                            | Doff the Derby                                         |                         |
| 母 ビアンコ 2000 鹿毛           | 母の母*プラデシュ Pradesh 1994 栗毛                    | Bareilly                                               | Lyphard                                                | Lyphard                 |
| 母 ビアンコ 2000 鹿毛           | 母の母*プラデシュ Pradesh 1994 栗毛                    | Bareilly                                               | Barger                                                 |                         |
| 母系(F-No.)                     | プラデシュ(GB)系(FN:4-n)                               | プラデシュ(GB)系(FN:4-n)                               | プラデシュ(GB)系(FN:4-n)                               | [ § 3 ]                 |
| 5代内の近親交配                 | Roberto 4×4, Hail to Reason 5･5×5, Northern Dancer 5×5 | Roberto 4×4, Hail to Reason 5･5×5, Northern Dancer 5×5 | Roberto 4×4, Hail to Reason 5･5×5, Northern Dancer 5×5 | [ § 4 ]                 |
| 出典                            | 1. 2. 3. 4.                                            | 1. 2. 3. 4.                                            | 1. 2. 3. 4.                                            | 1. 2. 3. 4.             |

- 世界的名門牝系のマルガレーテン系に属し、5代母トリリオンの子孫にはトレヴ、トリプティク、フリオーソなど活躍馬多数。